# Tlumačov (stacja kolejowa)
Tlumačov – stacja kolejowa w Tlumačovie, w kraju zlińskim, w Czechach. Znajduje się na wysokości 190 m n.p.m.
Na stacji istnieje możliwość zakupu biletów na wszystkiego rodzaju pociągi oraz rezerwacji miejsc. 

## Linie kolejowe
- 330 Přerov - Břeclav